# Taekwondo al Festival olimpico della gioventù europea
Il taekwondo è stato inserito nel programma del Festival olimpico della gioventù europea nella diciottesima edizione, che si è svolta nel 2025.

## Edizioni
| Giochi | Anno | Sede   | Gare |
| ------ | ---- | ------ | ---- |
| XVIII  | 2025 | Skopje | 10   |

## Medagliere complessivo
| Posiz. | Nazione                     | Oro | Argento | Bronzo | Totale |
| ------ | --------------------------- | --- | ------- | ------ | ------ |
| 1      | Turchia                     | 3   | 2       | 2      | 7      |
| 2      | Spagna                      | 2   | 1       | 2      | 5      |
| 3      | Paesi Bassi                 | 1   | 1       | 0      | 2      |
| 4      | Serbia                      | 1   | 0       | 2      | 3      |
| 5      | Bulgaria                    | 1   | 0       | 1      | 2      |
| 6      | Grecia                      | 1   | 0       | 0      | 1      |
| 6      | Ungheria                    | 1   | 0       | 0      | 1      |
| 8      | Ucraina                     | 0   | 2       | 1      | 3      |
| 8      | Atleti Individuali Neutrali | 0   | 1       | 2      | 3      |
| 9      | Croazia                     | 0   | 1       | 1      | 2      |
| 9      | Francia                     | 0   | 1       | 1      | 2      |
| 11     | Georgia                     | 0   | 1       | 0      | 1      |
| 12     | Italia                      | 0   | 0       | 3      | 3      |
| 13     | Azerbaigian                 | 0   | 0       | 1      | 1      |
| 13     | Bosnia ed Erzegovina        | 0   | 0       | 1      | 1      |
| 13     | Germania                    | 0   | 0       | 1      | 1      |
| 13     | Israele                     | 0   | 0       | 1      | 1      |
| 13     | Lituania                    | 0   | 0       | 1      | 1      |
| Totale | Totale                      | 10  | 10      | 20     | 40     |